# Modulus (materiaalkunde)
In de materiaalkunde is de modulus de mate waarin een materiaal vervormt bij het aanleggen van een bepaalde uitwendige spanning.
Omdat de aangelegde spanning verschillend van aard kan zijn, zoals trekspanning, afschuifpanning, compressie, buigspanning enz. is de modulus in het algemeen een tensor.
Er zijn verschillende moduli: de elasticiteitsmodulus, de schuifmodulus, en de Poisson-factor. 